# Крозье (лунный кратер)
Кратер Крозье (лат. Crozier) — небольшой ударный кратер в юго-западной части Моря Изобилия на видимой стороне Луны. Название присвоено в честь британского исследователя Арктики и Антарктики Фрэнсиса Крозье (1796—1848) и утверждено Международным астрономическим союзом в 1935 г.

## Описание кратера

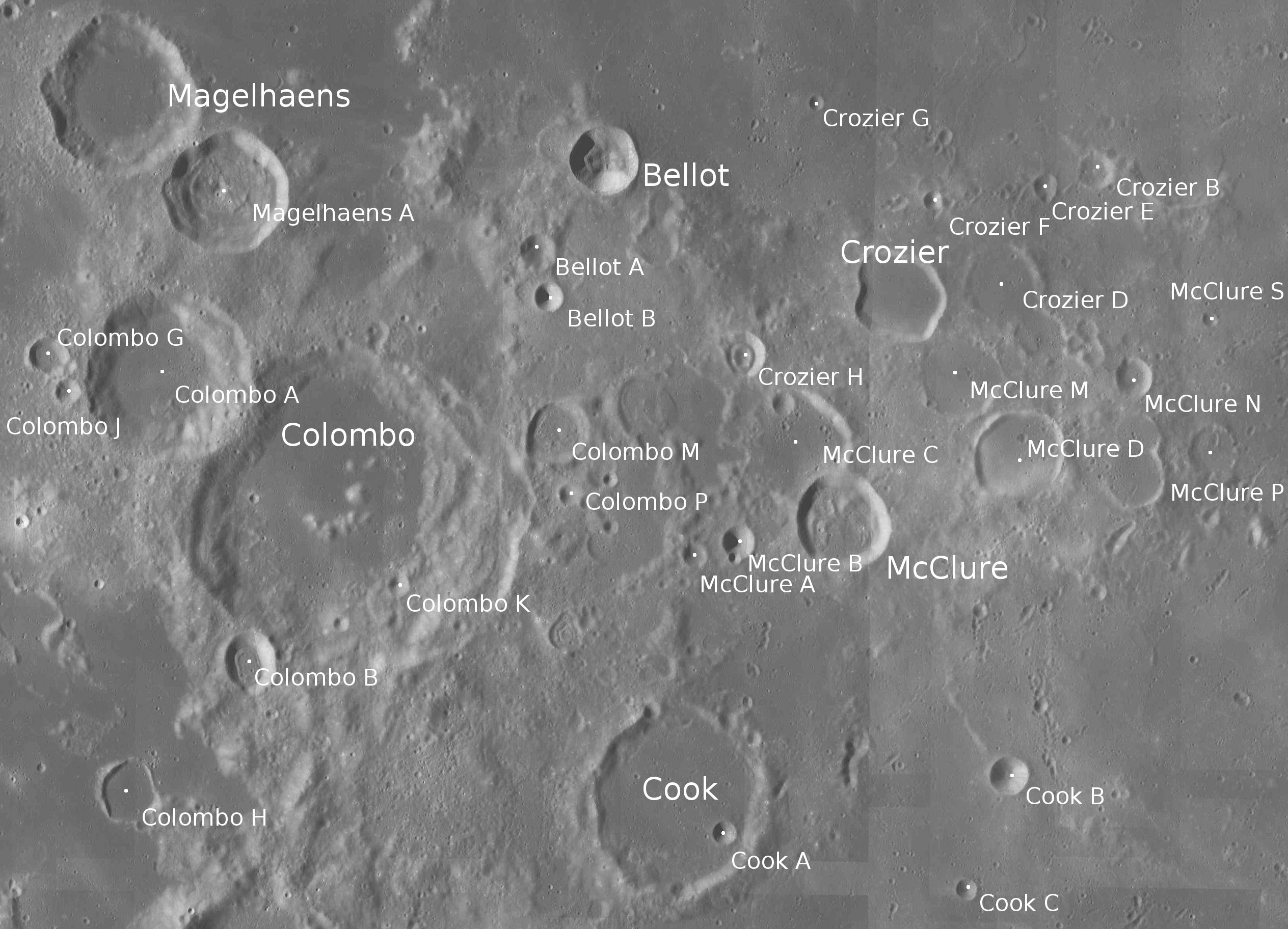
Окрестности кратера Крозье. Снимок зонда Lunar Reconnaissance Orbiter.

Ближайшими соседями кратера Крозье являются кратер Белло на северо-западе; кратер Аль-Марракиши на северо-востоке; кратер Мак-Клюр на юге и кратер Колумб на западе-юго-западе. На западе от кратера расположены горы Пиренеи и за ними Море Нектара. Селенографические координаты центра кратера 13°34′ ю. ш. 50°43′ в. д. / 13,56° ю. ш. 50,72° в. д., диаметр 22,5 км, глубина 1,3 км.
Кратер Крозье имеет сложную полигональную форму с впадиной в западной и выступом в юго-восточной части. Вал с острой кромкой и гладким крутым внутренним склоном. Высота вала над окружающей местностью достигает 810 м, объем кратера составляет приблизительно 300 км³. Дно чаши затоплено базальтовой лавой, плоское, без приметных структур. Альбедо чаши кратера низкое и соответствует поверхности окружающего лунного моря.

## Сателлитные кратеры
| Крозье | Координаты                                            | Диаметр, км |
| ------ | ----------------------------------------------------- | ----------- |
| B      | 12°33′ ю. ш. 52°23′ в. д. / 12,55° ю. ш. 52,39° в. д. | 8,9         |
| D      | 13°28′ ю. ш. 51°35′ в. д. / 13,46° ю. ш. 51,59° в. д. | 19,4        |
| E      | 12°40′ ю. ш. 51°57′ в. д. / 12,67° ю. ш. 51,95° в. д. | 6,0         |
| F      | 12°47′ ю. ш. 51°00′ в. д. / 12,79° ю. ш. 51° в. д.    | 4,6         |
| G      | 12°01′ ю. ш. 49°59′ в. д. / 12,02° ю. ш. 49,99° в. д. | 4,1         |
| H      | 14°01′ ю. ш. 49°23′ в. д. / 14,01° ю. ш. 49,38° в. д. | 10,5        |
| L      | 10°00′ ю. ш. 51°30′ в. д. / 10° ю. ш. 51,5° в. д.     | 8,4         |
| M      | 8°50′ ю. ш. 51°22′ в. д. / 8,84° ю. ш. 51,36° в. д.   | 5,9         |

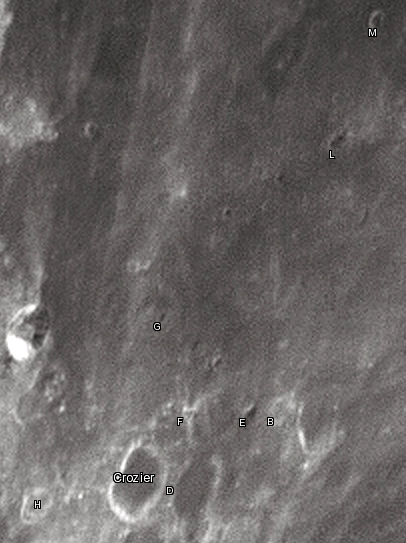
Снимок Девида Кемпбелла.

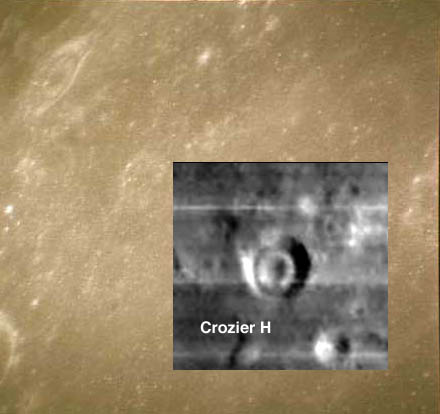
Сателлитный кратер Крозье H. Снимок зонда Lunar Orbiter -IV наложенный на снимок с борта Аполлона-16.

- Сателлитный кратер Крозье E включен в список кратеров с яркой системой лучей Ассоциации лунной и планетарной астрономии (ALPO)[5].

- Сателлитный кратер Крозье H является концентрическим кратером.

## См.также
- Список кратеров на Луне
- Лунный кратер
- Морфологический каталог кратеров Луны
- Планетная номенклатура
- Селенография
- Минералогия Луны
- Геология Луны
- Поздняя тяжёлая бомбардировка